# GRASS GIS
El programa GRASS (sigla en inglés de Geographic Resources Analysis Support System) es un Sistema de Información Geográfica (SIG) bajo licencia GPL (software libre). Puede procesar información tanto raster como vectorial y posee herramientas de procesado digital de imágenes.

## Historia y desarrollo
En sus inicios, en 1982, el software fue desarrollado por el Cuerpo de Ingenieros del Laboratorio de Investigación de Ingeniería de la Construcción del Ejército de los Estados Unidos (USA-CERL) como herramienta para la supervisión y gestión medioambiental de los territorios bajo administración del Departamento de Defensa al no encontrar ningún GIS en el mercado que satisficiese estas necesidades. 
En 1991 se pone a disposición pública a través de Internet. Su popularidad se incrementa en universidades, empresas y agencias gubernamentales.
En 1997, ante el anuncio de USA-CERL GRASS de que dejaría de dar soporte al programa, la Universidad de Baylor se hace cargo de su desarrollo. A partir de esta fecha aumenta su aceptación dentro del mundo académico.
El 26 de octubre de 1999 con la versión 5.0 se libera el código del programa bajo licencia GNU GPL. GRASS era uno de los primeros ocho proyectos de la Fundación OSGeo. En 2008 oficialmente se graduó de la fase de incubación.

## Versiones
GRASS está disponible principalmente para plataformas UNI* (GNU/Linux), aunque existe un proyecto paralelo denominado winGRASS GIS que ha portado el programa a versiones basadas en la tecnología NT del Sistema Operativo Microsoft Windows (Windows NT, Windows 2000, Windows XP, etc.) usando las librerías Cygwin. Todo ello con un código idéntico al de la versión UNIX y GNU/Linux.
La versión 6.x ha mejorado sensiblemente la experiencia del usuario respecto a la versión 5.x, ya que ofrece un entorno gráfico más amigable. Existen tutoriales y datos de ejemplo para la versión 6.x con los cuales es posible dar los primeros pasos con GRASS.